# لوکپورت
لوکپورت (به انگلیسی: Lockeport) یک شهرک در کانادا است که در شهرستان شلبرن، نوا اسکوشیا واقع شده‌است.

## خصوصیات
لوکپورت ۲٫۳۲ کیلومترمربع مساحت و ۵۸۸ نفر جمعیت دارد.